# Nabil Amarzagouio
Nabil Amarzagouio (Amsterdam, 28 juni 1987) is een Nederlandse voetballer die als middenvelder speelt. 
Hij speelde in de jeugd bij AVV Zeeburgia en RKC Waalwijk. Amarzagouio maakte zijn debuut in het betaalde voetbal op 12 oktober 2007 tegen SC Cambuur-Leeuwarden voor Go Ahead Eagles waar hij in het seizoen 2007/18 twee wedstrijden in het eerste elftal speelde. Hierna ging hij naar AGOVV Apeldoorn en ging begin 2009 verder in het amateurvoetbal.

## Carrière
| Seizoen | Club            | Wedstrijden | Doelpunten | Competitie     |
| ------- | --------------- | ----------- | ---------- | -------------- |
| 2007/08 | Go Ahead Eagles | 2           | 0          | Eerste Divisie |
| 2008/09 | AGOVV Apeldoorn | 0           | 0          | Eerste Divisie |
| Totaal  |                 | 2           | 0          |                |